# BMW 4系列
BMW 4系列（德語：BMW 4er）是德国汽车制造商BMW所生产的一个中级车系，自2013年10月5日起以轿跑车型（F32）上市，其目的是将既有的3系轿跑车替换为全新的4系，以进一步区分更具运动性的轿跑车。该系列的概念于2012年12月在慕尼黑首次向公众发布，并在次年1月的底特律车展率先亮相。其后配备有硬顶折叠敞篷的敞篷版（F33）于2014年3月8日推出市场。而融合了敞篷和轿跑元素的高级轿跑车（F36）则可用作配备汽油发动机的428i、428i xDrive和435i，以及柴油发动机的420d。

## F32/F33/F36 第一代，2013-

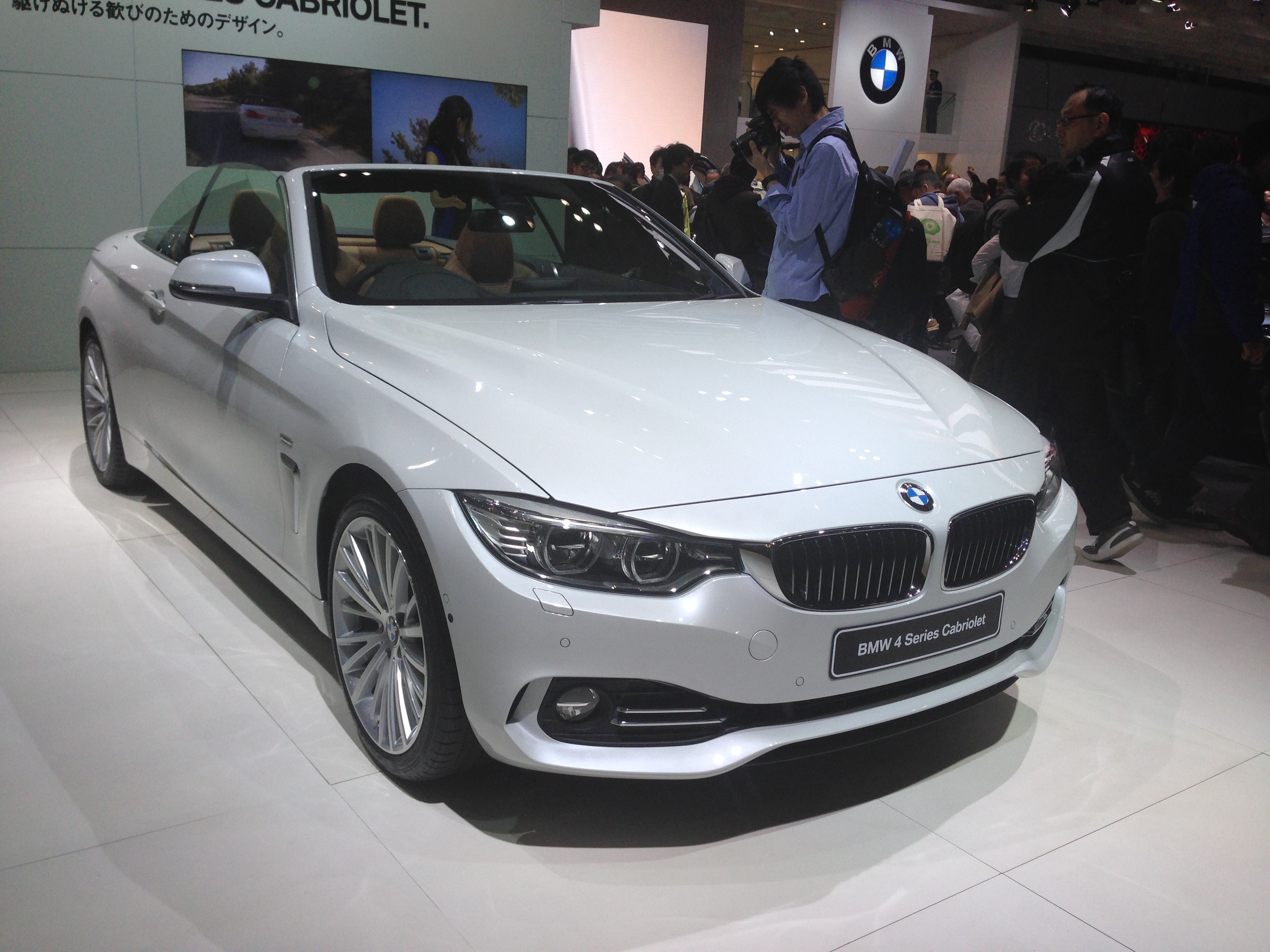
4系敞篷车

BMW 4系列是在2013年的底特律车展首次亮相。它取代了3系列原有的轿跑车和敞篷车，并且是E92和E93的继任者。轿跑型F32共享了3系列F30的所有技术特征。内饰除了2+2的座椅配置外，其余几乎并无二致，而外观也是共享了3系列的整体造型。其轴距为110.6英寸，比3系轿跑车多出2英寸，但与3系轿车相同。BMW还将前轮轮距增加了1.8英寸至60.8英寸，后轮则增加3.1英寸至62.7英寸。其全宽为71.9英寸，比3系轿跑车多出1.7英寸；高度下降0.6英寸，为53.6英寸。总长度为182.7英寸。
车型包括四种不同的配置套件，分别为风尚型、豪华型、运动型和M运动型。它们适用于4系列的全系车型。其中风尚型允许4系买家选择其希望加装在车内的单个选项或套件，精致抛光铝制内饰带高光黑色装饰条是4系的标准配置。豪华型为4系加入了更多的奢华元素，例如豪华风格的铝合金轮圈，带嵌件和珠光镀铬装饰条的胡桃木高级木饰以及前排凹背座椅。炫晶灰色细线纹高级木饰也被包含在套件中。运动型增加了4系的运动特性，例如尺寸更大的铝合金轮圈、红色座椅缝线、红色仪表盘及前排运动型凹背座椅。带亚光珊瑚红装饰条的精致抛光铝制内饰也被包含在套件中。而M运动型则加入了与BMW M类似的细节，例如M风格的车身套件、更大的铝合金轮圈、埃斯托蓝色座椅缝线、埃斯托蓝色仪表盘及前排运动型凹背座椅。带亚光埃斯托蓝色装饰条的铝制六边形内饰也被包含在套件中。埃斯托蓝色还是一个专属的车身颜色，仅提供给该套件选择。